# Le Fantasque (1934)
Le Fantasque – francuski duży niszczyciel z okresu II wojny światowej.

## Historia budowy
"Le Fantasque" był budowany jako jeden z sześciu nowych dużych niszczycieli (w nomenklaturze francuskiej contre-torpilleurs) dla Marine Nationale. Typ okrętów, którego był przedstawicielem, wziął nazwę właśnie od niego: Le Fantasque. Jednostki te były rozwinięciem wcześniejszych konstrukcji, określanych wspólną nazwą typu 2400-tonowego i były przeznaczone głównie do zwalczania lekkich sił nawodnych przeciwnika. Charakteryzowały się wielką szybkością (na próbach osiągały do 45 węzłów) przy przeciętnym zasięgu oraz silnym uzbrojeniem artyleryjskim i torpedowym.
Stępkę pod budowę "Le Fantasque" położono w stoczni marynarki w Lorient 16 listopada 1931 roku. Kadłub został zwodowany 15 marca 1934 roku, zaś kompletnie wyposażony okręt po ukończeniu prób morskich wszedł do służby 1 maja 1936 roku.

## Przebieg służby
Po wejściu w skład Marine Nationale "le Fantasque" wraz z bliźniaczymi "L'Audacieux" i "Le Terrible" utworzyły 10. Dywizjon Lekki (franc. Division Légère), wchodzący w skład 2. Eskadry Lekkiej z bazą w Breście. Tuż przed wybuchem II wojny światowej dywizjony lekkie przemianowano na dywizjony niszczycieli (franc. Division de Contre-torpilleurs), zachowując dotychczasową numerację. W tym czasie "le Fantasque" nosił numer burtowy X 101.
Po wybuchu wojny niszczyciele 2. Eskadry Lekkiej wraz z innymi okrętami marynarki francuskiej brały udział w poszukiwaniach niemieckich rajderów na Oceanie Atlantyckim, w tym pancernika kieszonkowego "Admiral Graf Spee". Zespół okrętów składający się z ciężkiego krążownika "Dupleix" oraz niszczycieli "Le Fantasque" i "Le Terrible" przechwycił podczas tej operacji dwa zmierzające do portów niemieckich statki handlowe: 16 października 1939 roku "Halle", który po zatrzymaniu został zatopiony przez własną załogę oraz 25 października "Santa Fe", zdobyty i poprowadzony jako pryz, w eskorcie "Le Fantasque", do portu w Dakarze.
Po ataku Niemiec na Francję w maju 1940 roku "Le Fantasque" operował na Morzu Śródziemnym. Tam też zastała go klęsce Francji. Niszczyciel wszedł w skład floty podległej rządowi w Vichy, stacjonując początkowo w Tulonie, a od września 1940 roku w Dakarze. Tam przetrwał bez szkód ostrzał portu przez Brytyjczyków 23 września 1940 roku, w którym zniszczony został bliźniaczy "L'Audacieux".
Po zajęciu Dakaru przez wojska amerykańskie w listopadzie 1942 roku "Le Fantasque" wszedł w skład floty Wolnych Francuzów. Na początku 1943 roku, wraz z "Le Terrible" popłynął do Stanów Zjednoczonych na remont połączony z modernizacją, który został przeprowadzony w stoczni w Bostonie. Po zakończeniu prac stoczniowych "Le Fantasque" opuścił Boston 25 czerwca 1943 roku i skierował się do Casablanki. W tym czasie jego uzbrojenie składało się z pięciu dział kal. 138 mm, ośmiu działek przeciwlotniczych Bofors kal. 40 mm i dziesięciu Oerlikon kal. 20 mm oraz sześciu wyrzutni torped kal. 550 mm i zrzutni bomb głębinowych. W trakcie modernizacji okręt został także wyposażony w sonar i radary produkcji amerykańskiej oraz nowoczesne wyposażenie radiowe.
W drugiej połowie 1943 roku "Le Fantasque" działał na Morzu Śródziemnym, biorąc udział w ostrzeliwaniu celów wojskowych na Sycylii, a następnie w lądowaniu pod Salerno i wyzwalaniu Korsyki. W tym czasie okręt został przeklasyfikowany na lekki krążownik. 24 grudnia 1943 roku "Le Fantasque" przechwycił w zachodniej części Morza Śródziemnego niemiecki łamacz blokady "Nicoline Maersk", którego załoga zdecydowała się wyrzucić statek na brzeg w pobliżu hiszpańskiego portu Tortosa.
W 1944 roku "Le Fantasque", wspólnie z "Le Terrible" i "Le Malin", operowały we wschodniej części Morza Śródziemnego oraz na Morzu Egejskim i Adriatyku, dezorganizując niemiecką żeglugę na tych akwenach. 18 marca rozbity został w Zatoce Katakolo niewielki konwój przybrzeżny, zmierzający do Navarino na Peloponezie. 17 czerwca okręty zatopiły na Adriatyku mały tankowiec "Giuliana", zaś w sierpniu 1944 roku wzięły udział we wsparciu artyleryjskim lądowania w południowej Francji. 20 sierpnia "Le Fantasque" otrzymał trafienie pociskiem baterii brzegowej, odnosząc niewielkie uszkodzenia (pięciu członków załogi zostało rannych).
W listopadzie 1944 roku "Le Fantasque" został wysłany do Bizerty na remont, mający go przystosować do warunków służby na Dalekim Wschodzie (przy okazji zainstalowano na jednostce brytyjski radar artyleryjski Typ 285). Okręt został tam skierowany pod koniec wojny w Europie i dotarł na wody francuskich Indochin 24 października 1945 roku, pozostając tam do marca 1946 roku. W tym czasie okręt ostrzeliwał pozycje wojsk Việt Minhu, walczących o wyzwolenie kraju.
Po powrocie do Francji "Le Fantasque" służył jako okręt szkolny do 1950 roku, potem został przeniesiony do rezerwy i przeklasyfikowany na szybki eskortowiec. Od 1953 roku służył jako hulk mieszkalny w porcie w Tulonie. Ostatecznie został skreślony z listy okrętów Marine Nationale 2 maja 1957 roku.